# King's Cup (calcio)
La King's Cup è un torneo calcistico annuale a inviti, organizzato in Thailandia. La prima edizione del trofeo risale al 1968.
Vi hanno partecipato sia club che, più frequentemente, nazionali. L'edizione del 2010 fu la prima a svolgersi con il formato round-robin.

## Stadi
| Stadio                       | Capienza | Città                     | Anni                        |
| ---------------------------- | -------- | ------------------------- | --------------------------- |
| Suphachalasai Stadium        | 19 793   | Pathumwan, Bangkok        | 2001-2004, 2006             |
| Surakul Stadium              | 15 000   | Mueang, Phuket            | 2005, 2009                  |
| 700th Anniversary Stadium    | 25 000   | Mueang, Chiang Mai        | 2013, 2022, 2023            |
| 80th Birthday Stadium        | 24 641   | Mueang, Nakhon Ratchasima | 2009, 2010, 2015            |
| Rajamangala National Stadium | 49 722   | Bang Kapi, Bangkok        | 2000, 2007, 2012, 2016–2018 |
| Chang Arena                  | 32 600   | Mueang, Buriram           | 2019                        |
| Tinsulanon Stadium           | 20 000   | Mueang, Songkhla          | 2024                        |
| Kanchanaburi Stadium         | 13 000   | Mueang, Kanchanaburi      | 2025                        |

## Albo d'oro
| Anno | Vincitore                                     | 2º posto                                      | 3º posto                                      | 4º posto                                      |
| ---- | --------------------------------------------- | --------------------------------------------- | --------------------------------------------- | --------------------------------------------- |
| 1968 | Indonesia                                     | Birmania                                      | Thailandia                                    | Malaysia                                      |
| 1969 | Corea del Sud                                 | Indonesia                                     | Vietnam del Sud                               | Laos                                          |
| 1970 | Corea del Sud                                 | Thailandia                                    | Malaysia                                      | Indonesia                                     |
| 1971 | Corea del Sud                                 | Thailandia                                    | Vietnam del Sud                               | Indonesia                                     |
| 1972 | Malaysia                                      | Thailandia                                    | Corea del Sud                                 | Singapore                                     |
| 1973 | Corea del Sud                                 | Malaysia                                      | Thailandia                                    | Birmania                                      |
| 1974 | Corea del Sud                                 | Thailandia                                    | Malaysia                                      | Repubblica Khmer                              |
| 1975 | Corea del Sud                                 | Birmania                                      | Thailandia                                    | Malaysia                                      |
| 1976 | Thailandia                                    | Malaysia                                      | Corea del Sud                                 | Thailandia B                                  |
| 1977 | Corea del Sud B                               | Malaysia                                      | India                                         | Thailandia                                    |
| 1978 | Malaysia                                      | Singapore                                     | Corea del Sud B                               | Thailandia                                    |
| 1979 | Thailandia                                    | Corea del Sud B                               | Thailandia B                                  |                                               |
| 1980 | Thailandia                                    | Corea del Sud                                 | Cina                                          | Thailandia B                                  |
| 1981 | Thailandia                                    | Corea del Nord                                | Polonia Varsavia                              | August 1                                      |
| 1982 | Thailandia                                    | Corea del Sud                                 | Thailandia B                                  | Singapore                                     |
| 1983 | non disputata                                 | non disputata                                 | non disputata                                 | non disputata                                 |
| 1984 | Thailandia                                    | Indonesia                                     | Australia Occidentale                         | Selezione amatoriale di Liverpool             |
| 1985 | non disputata                                 | non disputata                                 | non disputata                                 | non disputata                                 |
| 1986 | Corea del Nord                                | Aarhus                                        | Thailandia                                    | August 1                                      |
| 1987 | Corea del Nord                                | POSCO Atoms                                   | Thailandia                                    | Indonesia                                     |
| 1988 | Danimarca olimpica                            | Swarovski Tirol                               | Thailandia                                    | Unione Sovietica                              |
| 1989 | Thailandia                                    | Rotor                                         | Lucky-Goldstar Hwangso                        | Cina                                          |
| 1990 | Thailandia                                    | Rotor                                         | Yukong Kokkiri                                | Shanghai                                      |
| 1991 | Cina olimpica                                 | Rotor                                         | Thailandia                                    | Thailandia olimpica                           |
| 1992 | Thailandia                                    | Dinamo Berlino                                | Thailandia B                                  | Tianjin                                       |
| 1993 | Cina                                          | Thailandia                                    | Selezione amatoriale della Corea del Sud      | Thailandia olimpica                           |
| 1994 | Thailandia B                                  | Selezione amatoriale della Vestfalia          | Rotor                                         | Thailandia                                    |
| 1995 | Rotor                                         | Giappone                                      | Thailandia Rotor                              | Thailandia B                                  |
| 1996 | Romania                                       | Danimarca                                     | Thailandia                                    | Finlandia                                     |
| 1997 | Svezia                                        | Thailandia                                    | Giappone                                      | Romania                                       |
| 1998 | Corea del Sud                                 | Egitto                                        | Danimarca B                                   | Thailandia                                    |
| 1999 | Brasile U-20                                  | Corea del Nord                                | Thailandia                                    | Ungheria                                      |
| 2000 | Thailandia                                    | Finlandia                                     | Brasile U-17                                  | Estonia                                       |
| 2001 | Svezia                                        | Cina                                          | Thailandia                                    | Qatar                                         |
| 2002 | Corea del Nord                                | Thailandia                                    | Qatar                                         |                                               |
| 2003 | Svezia                                        | Corea del Nord                                | Thailandia                                    | Qatar                                         |
| 2004 | Slovacchia                                    | Thailandia                                    | Ungheria                                      | Estonia                                       |
| 2005 | Lettonia                                      | Corea del Nord                                | Thailandia                                    | Oman                                          |
| 2006 | Thailandia                                    | Vietnam                                       | Kazakistan                                    | Singapore                                     |
| 2007 | Thailandia                                    | Iraq B                                        | Corea del Nord                                | Uzbekistan                                    |
| 2008 | non disputata                                 | non disputata                                 | non disputata                                 | non disputata                                 |
| 2009 | Danimarca                                     | Thailandia                                    | Libano                                        | Corea del Nord                                |
| 2010 | Danimarca                                     | Polonia                                       | Thailandia                                    | Singapore                                     |
| 2011 | non disputata                                 | non disputata                                 | non disputata                                 | non disputata                                 |
| 2012 | Corea del Sud                                 | Danimarca                                     | Norvegia                                      | Thailandia                                    |
| 2013 | Svezia                                        | Finlandia                                     | Thailandia                                    | Corea del Nord                                |
| 2014 | non disputata                                 | non disputata                                 | non disputata                                 | non disputata                                 |
| 2015 | Corea del Sud U-23                            | Thailandia                                    | Uzbekistan U-23                               | Honduras U-20                                 |
| 2016 | Thailandia                                    | Giordania                                     | Siria                                         | Emirati Arabi Uniti                           |
| 2017 | Thailandia                                    | Bielorussia                                   | Burkina Faso                                  | Corea del Nord                                |
| 2018 | Slovacchia                                    | Thailandia                                    | Gabon                                         | Emirati Arabi Uniti                           |
| 2019 | Curaçao                                       | Vietnam                                       | India                                         | Thailandia                                    |
| 2021 | Cancellata a causa della pandemia di COVID-19 | Cancellata a causa della pandemia di COVID-19 | Cancellata a causa della pandemia di COVID-19 | Cancellata a causa della pandemia di COVID-19 |
| 2022 | Tagikistan                                    | Malaysia                                      | Thailandia                                    | Trinidad e Tobago                             |
| 2023 | Iraq                                          | Thailandia                                    | Libano                                        | India                                         |
| 2024 | Thailandia                                    | Siria                                         | Filippine                                     | Tagikistan                                    |